# Marie Persson Njajta
Ingrid Marie Teresia Persson Njajta, tidigare Persson, född 24 juli 1977 i Tavelsjö församling, Västerbottens län, är same och samisk politiker.

## Biografi
Marie Persson Njajta föddes 1977 i Tavelsjö församling. Hon är sedan 2013 ledamot i Sametinget för Landspartiet Svenska Samer. Persson Njajta blev 2019 tillsammans med Naadja Östergren partiledare för Landspartiet Svenska Samer.